# Disturbios en el Tíbet de 1987-1989
Los disturbios en el Tíbet de 1987-1989 fueron una serie de protestas y manifestaciones que pidieron la independencia tibetana. Estas protestas tuvieron lugar entre septiembre de 1987 y marzo de 1989 en la Región Autónoma del Tíbet, en las provincias tibetanas de Sichuan y Qinghai, así como en las prefecturas tibetanas de Yunnan y Gansu.

Las protestas comenzaron poco después de que el Dalái lama, el líder religioso del Tíbet exiliado en la India desde los disturbios tibetanos de 1959, propusiera un Plan de Paz de Cinco Puntos sobre el "estado del Tíbet" el 21 de septiembre de 1987, que posteriormente fue rechazado por el gobierno chino. El Plan abogaba por un mayor respeto y autonomía del pueblo tibetano y afirmaba que:
"el Tíbet era un estado totalmente independiente cuando el Ejército Popular de Liberación invadió el país entre 1949 y 1950".
China rechazó la idea de los tibetanos como un pueblo invadido, afirmando que "el Tíbet es una parte inalienable del territorio chino" y lo ha sido durante cientos de años. El debate sobre la soberanía tibetana es de larga data y la afirmación tibetana de que son un pueblo separado y único invadido por China se ha convertido en un argumento central para su independencia.

## Historia
El 27 de septiembre de 1987 comenzó la primera manifestación. 21 monjes del monasterio de Drepung de Lhasa y un número indeterminado de laicos salieron a las calles para mostrar su apoyo al Dalái lama, ondeando la bandera tibetana y pidiendo su independencia; las autoridades chinas arrestaron a los 21 monjes, así como a 5 laicos. El 1 de octubre, Día Nacional de China, los monjes del Monasterio Sera de Lhasa decidieron protestar una vez más, pidiendo la independencia tibetana, pero esta protesta se tornó violenta. Los manifestantes arrojaron piedras a la policía, volcaron vehículos motorizados y les prendieron fuego, la comisaría fue incendiada y al menos 6 tibetanos murieron. Los medios chinos clasificaron a los involucrados como alborotadores, agitadores y miembros de una "camarilla de partidarios del Dalái lama". En las semanas siguientes, las autoridades chinas arrestaron a cientos de tibetanos sospechosos de estar en las manifestaciones, les dijeron a los viajeros y periodistas extranjeros que se fueran y establecieron un toque de queda. Durante los siguientes 3 años, continuaron ocurriendo demostraciones de varios tamaños.
Las manifestaciones más grandes tuvieron lugar entre el 5 y el 7 de marzo de 1989 en la capital tibetana de Lhasa. Comenzó como una pequeña protesta el 5 de marzo, con un puñado de monjas, monjes y jóvenes tibetanos en Barkhor enarbolando la bandera tibetana y pidiendo la independencia tibetana, pero rápidamente se les unió una multitud de varios cientos de personas. Con el paso del tiempo, las tensiones aumentaron entre los manifestantes y la policía, y finalmente estalló la violencia. Según Tibet Watch, la violencia estalló cuando un policía arrojó una botella a la multitud, pero los medios chinos informaron que la violencia comenzó con manifestantes arrojando piedras a la estación de policía. De cualquier manera, la violencia entre los manifestantes tibetanos y las fuerzas de seguridad chinas continuó durante 3 días, con soldados disparando contra manifestantes civiles desarmados para restablecer el orden. Las protestas terminaron con la declaración de la ley marcial el 8 de marzo. Los pocos periodistas y turistas extranjeros que quedaban fueron expulsados del Tíbet el 10 de marzo y se estima que 60 000 soldados y policías chinos llegaron a Lhasa para restablecer el orden.

## Consecuencias
Han surgido relatos de muertes no reportadas y una amenaza militar excesiva contra los manifestantes, pero los detalles verificables siguen siendo esquivos. Se desconoce el número exacto de muertes durante este período, y los medios de comunicación chinos registraron un total de 10 muertes y 60 heridos, mientras que otros medios, no chinos o pro-Tíbet, estiman que murieron entre 16 y 50 personas. Otro informe estima hasta 450 muertos y cientos más heridos en los primeros meses de 1989 en el Tíbet. La ley marcial sofocó las manifestaciones, y la policía china arrestó a miles de tibetanos sospechosos de participar en estas y, según los informes, silenció a cualquier medio que intentara informar sobre los disturbios. Lhasa permanecería bajo la ley marcial durante 13 meses, pero no se producirían más protestas importantes.